# Carlos Amigo Vallejo
Carlos Amigo Vallejo, né le 23 août 1934 à Medina de Rioseco dans la province de Valladolid en Espagne et mort le 27 avril 2022 à Guadalajara, est un cardinal espagnol, franciscain et archevêque de Séville de 1982 à 2009.

## Biographie

### Prêtre
Membre de l'Ordre des frères mineurs (franciscains), Carlos Amigo Vallejo est ordonné prêtre le 17 août 1960 pour sa congrégation.
En 1970, il a été nommé supérieur des franciscains de la province de Santiago.

### Évêque
Le 17 décembre 1973, Carlos Amigo Vallejo est nommé évêque de Tanger au Maroc et est consacré le 28 avril 1974 par le cardinal Marcelo González Martín. Il est nommé archevêque de Séville en Espagne le 22 mai 1982.
À plusieurs reprises, il a servi de médiateur lors de conflits entre nations.
Il a également encouragé la création de centres pour la promotion des femmes musulmanes.
Il se retire de sa charge épiscopale le 5 novembre 2009, ayant atteint l'âge de 75 ans.

### Cardinal
Carlos Amigo Vallejo est créé cardinal par Jean-Paul II lors du consistoire du 21 octobre 2003 avec le titre de cardinal-prêtre de Santa Maria in Monserrato degli Spagnoli.
Au sein de la curie romaine, il est membre du Conseil pontifical pour la pastorale des services de la santé et de la Commission pontificale pour l'Amérique latine.
Il participe aux conclaves de 2005 (élection du pape Benoît XVI) et de 2013 (élection du pape François).

### Mort
Carlos Amigo Vallejo meurt le 27 avril 2022 à Guadalajara à l'âge de 87 ans.

## Reconnaissances
- 2000 : Hijo Predilecto de Andalucía